# Altadis
Altadis S.A., är ett multinationellt tobaksbolag som tillverkar cigaretter, löstobak och cigarrer. Altadis bildades genom ett sammanslagning 1999 mellan det tidigare spanska och franska tobaksmonopolen Tabacalera respektive SEITA.
Bland Altadis varumärken märks Gitanes, Gauloise och Fortuna.